# (4878) Gilhutton
(4878) Gilhutton – planetoida z pasa głównego asteroid okrążająca Słońce w ciągu 3 lat i 167 dni w średniej odległości 2,28 j.a. Została odkryta 18 lipca 1968 roku w obserwatorium Cerro El Roble przez Carlosa Torresa i S. Cofre. Nazwa planetoidy została nadana na cześć Ricardo Gil-Huttona, argentyńskiego astronoma.